# Läsning i blandade ämnen
Läsning i blandade ämnen var en tidskrift utgiven 1797-1801 i Stockholm av Georg Adlersparre som fortsättning av hans Läsning för lantmän af et sällskap, utgivna 1795-96.
Redigerad i klar upplysningsanda väckte tidskriften ovilja på högre ort och blev kallad Läsning i brännbara ämnen. Tidskriften innehöll till större delen uppsatser och recensioner rörande filosofiska, ekonomiska och litterära ämnen. Adam Smiths ekonomilära och Kants filosofi var föremål för utredningar och diskussion. Nyare, mera humana uppfattningar i sociala frågor, särskilt fångvården, uppmärksammades. Bland medarbetarna märks Axel Gabriel Silfverstolpe, Carl Gustaf af Leopold, Carl von Rosenstein, David von Schulzenheim, Hans Järta, Gustaf Fredrik Gyllenborg, Anna Maria Lenngren, Frans Michael Franzén och Johan Åström.
Sonen, Carl August Adlersparre, återupplivade tidskriften åren 1839-1840.